# Alejandro Iberico
Alejandro Iberico Flores fue un político peruano. 
Entre 1880 y finales del siglo XIX fue párroco interino de Sicuani. Luego de la Guerra civil de 1894 fue elegido diputado titular por la provincia de Quispicanchi en 1895 para el periodo 1895-1900, durante los gobiernos de Manuel Candamo, Nicolás de Piérola y Eduardo López de Romaña en el inicio de la República Aristocrática. En 1901 fue elegido nuevamente diputado por Quispicanchi para el periodo 1901-1906, pero aquella vez como diputado suplente, y no llegó a ejercer el cargo.